# Billy Talent
Billy Talent is een Canadese punkband uit Mississauga, Ontario, bestaande uit Benjamin Kowalewicz (zang), Ian D'Sa (gitaar, zang), Jonathan Gallant (basgitaar, zang) en Aaron Solowoniuk (drums). De band is opgericht als Pezz voordat de naam in 2001 werd veranderd naar Billy Talent.

## Geschiedenis
De band ontstond in 1993, oorspronkelijk onder de naam Pezz. Aangezien deze naam echter al in gebruik was, werd in 2001, na de dreiging van een proces, de bandnaam veranderd naar Billy Talent.
De groep werd internationaal bekend door de hit "Fallen Leaves" en heeft in Canada zes keer op de bovenste plaats in de hitlijsten gestaan (met "Try Honesty", "River Below", "Nothing to Lose", "Devil In A Midnight Mass", "Red Flag" en "Fallen Leaves"). De videoclips gaan vaak over actuele problemen, zoals buitenstaanders in de samenleving in "Fallen Leaves" en pesten in "Nothing to lose".
De band bracht vier albums uit onder de naam Billy Talent. Op het eerste album, Billy Talent, horen we Ben meer screamen en agressiever zingen; op het tweede album, Billy Talent II, zingt hij meer. Hierna verscheen, in diezelfde stijl, het derde album Billy Talent III en ook Dead Silence volgde nog. De nummers worden allemaal geschreven door de band zelf. Er werd ook een album uitgebracht onder de naam Pezz, namelijk Watoosh!.
Gitarist Ian D'Sa is een van de producers van de groep en schrijft veel nummers.
Aaron Solowoniuk, de drummer van de band, lijdt aan multiple sclerose, een zenuwziekte die kan leiden tot verlamming. Het nummer "This is how it goes" gaat over Aaron en zijn ziekte. Dit nummer is te horen op het eerste album, Billy Talent.

## Gewonnen prijzen
- 2004 Juno Awards: Best New Group Of The Year
- 2004 MuchMusic Video Awards:Best Rock Video ("Try Honesty")
- 2004 Casby Awards: Favorite New Single ("River Below"), Favorite New Album ( "Billy Talent")
- 2005 Juno Awards: Group Of The Year, Best Album Of The Year ("Billy Talent")
- 2005 MuchMusic Video Awards: Best Video ("River Below"), Best Rock Video ("River Below")

### Nominaties
Buiten dit, is de groep op de Juno Awards, MuchMusic Awards en MTV-EMA Awards nog enkele keren genomineerd:
- 2007 Juno Awards: genomineerd voor vijf Juno Awards.
- 2007 MuchMusic Video Awards: genomineerd voor vijf MuchMusic Video Awards.
- 2007 MTV-EMA Awards: genomineerd voor Inter Act.

## Leden
- Benjamin Kowalewicz - zang
- Ian D'Sa - gitaar, zang
- Jonathan Gallant - basgitaar, achtergrondzang
- Aaron Solowoniuk - drums, slagwerk

## Discografie

### Studioalbums
- Watoosh! (1998, onder de naam Pezz)
- Billy Talent (2003)
- Billy Talent II (2006)
- Billy Talent III (2009)
- Dead Silence (2012)
- Afraid of Heights (2016)
- Crisis of Faith (2022)

### Compilatiealbums
- Hits (2014)

### Livealbums
- Live from the UK Sept./2006 (2006)
- 666 Live (2007)